# Wikipedia Zero
Wikipedia Zero（ウィキペディア ゼロ）は、主に発展途上市場において携帯電話によるウィキペディアの閲覧を無料にするためにウィキメディア財団が行っていたプロジェクトである。このプロジェクトは2018年に終了した。

## 概要
南半球を中心とした発展途上国では先進国のように公衆交換電話網が整備されていないため、インターネットは有線通信ではなく携帯電話を用いて行われる事が多い。しかし携帯電話のデータ通信料は高額なため、利用者はウィキペディアのような無料の知識体系を利用しづらい。そこでウィキメディア財団は2012年にウィキペディア・ゼロを開始し、世界各地の通信会社と提携してウィキペディアを利用する際のデータ通信料を無料にする取り組みを行っている。ウィキペディア・ゼロは2013年のサウス・バイ・サウスウエストのインタラクティブ・アワードで積極行動主義部門（SXSW Interactive Award for activism）を受賞した。2015年4月当時で、ウィキペディア・ゼロは59各国の67事業者と契約を結び、約4億人が利用可能であった。Facebook ZeroがWikipedia Zeroのヒントとなったと報じられている。
しかしこのプロジェクトは ネットワーク中立性の原則に反するものだという長年の批判を受けつづけ、2018年2月、ウィキメディア財団はこのイニシアティブを終了し、連携に向けて新たな方向をとるとの声明を出した。

## 歴史

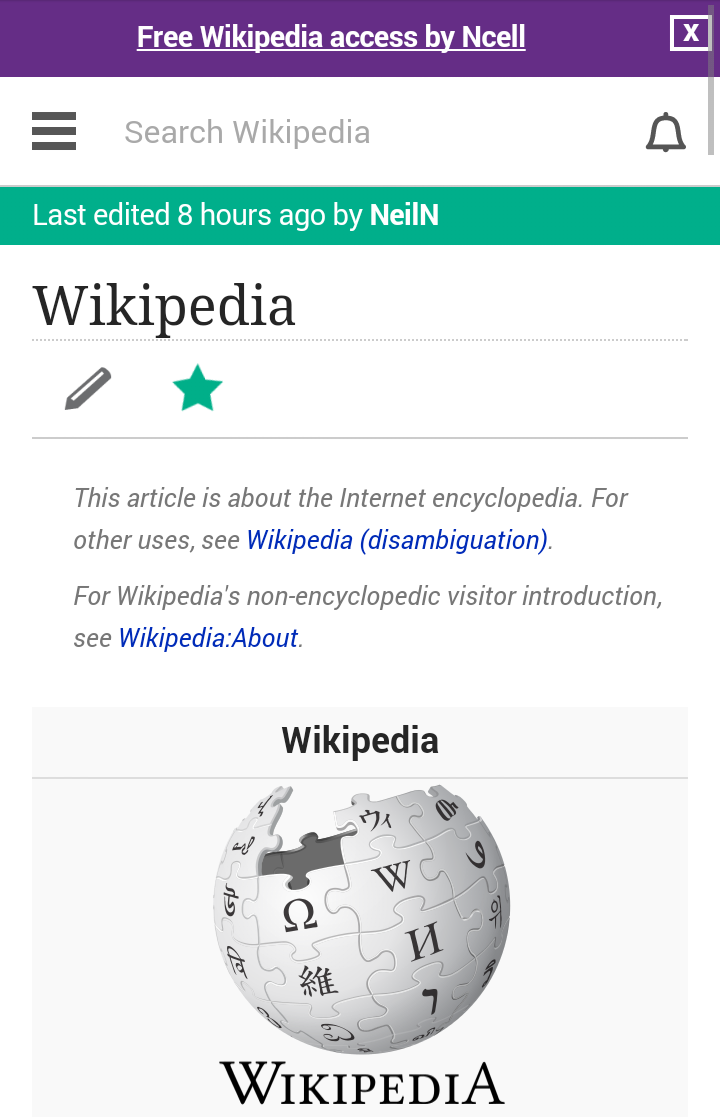
ネパールにてNcellでウィキペディアを閲覧

以下、開始した国と通信会社の一部である。完全な一覧はウィキメディア財団: 提携モバイルネットワークを参照。
- 2012年5月: マレーシア[10]
- 2012年10月: タイ王国(dtac)、サウジアラビア(サウジ・テレコム・カンパニー（英語版）)
- 2013年5月: パキスタン(モビリンク（英語版）)[11]
- 2013年6月: スリランカ(ダイアログ・アクシアタ（英語版）)[12]
- 2013年7月: インド(エアセル（英語版）)[13]
- 2013年10月: ヨルダン(Umniah)、バングラデシュ(バングラリンク（英語版）)[14][15]
- 2014年4月: コソボ(IPKOネットワーク)[16]
- 2014年5月: ネパール(Ncell)[17]、キルギス(ビーライン（英語版）)[18]
- 2014年10月: ウクライナ(Kyivstar)[19]
- 2014年11月: モロッコ(インウィ（英語版）とマロック・テレコム（英語版）)
- 2014年12月: ガーナ(MTNガーナ（英語版）)[20][21]
- 2014年9月: ミャンマー(Telenor)[22]
- 2015年1月: アルジェリア（Djezzy）[23]
- 2017年3月: イラク（Asiacell）[24]
- 2017年9月: アフガニスタン（Roshan）
- 2018年: プログラム全終了
  - 2018年2月、ウィキメディア財団は、Wikipedia Zeroは2018年末までにすべて終了するとの声明を出した[3][25]。

## 参加モバイルネットワーク
ウィキメディア財団: 提携モバイルネットワークの履歴を参照

## 反響と影響
チリの電気通信次官 (Subsecretaria de Telecomunicaciones) はWikipedia Zero、Facebook Zero、Google Free Zoneといったモバイルデータ使用料を補助するようなゼロ料金サービスはネットワーク中立性に反するとして2014年6月1日までにサービスをやめるよう命じた。電子フロンティア財団は「Wikipedia Zeroのようなプロジェクトの趣旨は高く評価する一方、最終的に無料サービスは危険な歩み寄りになる。」と述べている。Accessnow.orgはより重要と捉え「ウィキメディアは常に情報へのオープンアクセスで第一人者となっているが、無料プログラムはオープンインターネットの将来に深刻なダメージを与えかねない近視眼的な方法だ」と述べている。ウィキメディア財団のゲイル・カレン・ヤングはワシントン・ポスト紙に対して「ネットワーク中立性と複雑な関係にあるが、アメリカ合衆国のネットワーク中立性を信じている。」と述べ、Wikipedia Zeroは他国において異なる視点が必要であるともつけ加えている。「短期的に通信会社と提携することで、これらの地域でのネットワーク中立性の線引きが曖昧になっている。しかしフリーナレッジを提供するという私たちの全体的な使命にはかなっている」と述べた。